# Jüdische Gemeinde Bauerbach
Die Jüdische Gemeinde in Bauerbach, einem Stadtteil von Bretten im Landkreis Karlsruhe in Baden-Württemberg, entstand im 18. Jahrhundert und existierte bis 1894.

## Geschichte
Im Jahr 1714 werden erstmals Juden in Bauerbach genannt. Ihre Zahl wuchs im 19. Jahrhundert und erreichte um 1825 mit 67 und um 1871 mit 65 Personen ihre höchste Zahl. Durch Ab- und Auswanderung ging die Zahl der jüdischen Einwohner in Bauerbach schnell zurück. 1880 lebten noch 19, 1895 12 jüdische Einwohner im Ort, um 1900 wurde keiner mehr gezählt. 
Die jüdische Gemeinde besaß ein Haus mit einem Betsaal, eine jüdische Schule und ein rituelles Bad (Mikwe). Die Toten der jüdischen Gemeinde Bauerbach wurden auf dem jüdischen Friedhof in Flehingen beigesetzt. Seit 1827 gehörte die jüdische Gemeinde zum Bezirksrabbinat Bretten, In der ersten Hälfte des 19. Jahrhunderts gehörten auch die Juden in Gochsheim zur jüdischen Gemeinde Bauerbach. Die Bauerbacher Juden lebten überwiegend vom Viehhandel, mehrere von ihnen waren Metzger. 
Nach der Auflösung der jüdischen Gemeinde in Bauerbach im Jahr 1894 wurden die letzten noch in Bauerbach lebenden Juden der jüdischen Gemeinde in Flehingen zugeteilt.  

## Nationalsozialistische Verfolgung
Das Gedenkbuch des Bundesarchivs verzeichnet neun Mitglieder der Familie Wertheimer aus Bauerbach, die dem Völkermord des nationalsozialistischen Regimes zum Opfer fielen (nicht zu verwechseln mit dem Ort Bauerbach in Thüringen).